# Historia de la resonancia magnética
La historia de la imagen por resonancia magnética (MRI en inglés) incluye el trabajo de muchos investigadores que contribuyeron al descubrimiento de la resonancia magnética nuclear (RMN) y describieron la física subyacente de la imagen por resonancia magnética, desde principios del siglo XX. La imagen de RM fue inventada por Paul C. Lauterbur, que desarrolló un mecanismo para codificar la información espacial en una señal de RMN utilizando gradientes de campo magnético en septiembre de 1971; publicó la teoría que la sustenta en marzo de 1973. Los factores que conducen al contraste de imágenes (diferencias en los valores de tiempo de relajación de los tejidos) habían sido descritos casi 20 años antes por el médico y científico Erik Odeblad y Gunnar Lindström. Entre otros muchos investigadores de finales de los años 70 y 80, Peter Mansfield perfeccionó las técnicas de adquisición y procesamiento de imágenes por RM, y en 2003 él y Lauterbur recibieron el Premio Nobel de Fisiología o Medicina por sus contribuciones al desarrollo de la RM. Los primeros escáneres clínicos de RM se instalaron a principios de los años ochenta y en las décadas siguientes se produjo un importante desarrollo de la tecnología, que ha llevado a su uso generalizado en la medicina actual.

## Resonancia magnética nuclear
En 1950, Erwin Hahn detectó por primera vez los ecos de espín y el decaimiento de la inducción libre, y en 1952, Herman Carr produjo un espectro de RMN unidimensional, tal y como informó en su tesis doctoral de Harvard.
El siguiente paso (de los espectros a la obtención de imágenes) fue propuesto por Vladislav Ivanov en la Unión Soviética, quien presentó en 1960 una solicitud de patente para un dispositivo de obtención de imágenes por resonancia magnética. La principal aportación de Ivanov fue la idea de utilizar un gradiente de campo magnético, combinado con una excitación/lectura de frecuencia selectiva, para codificar las coordenadas espaciales. En términos modernos, sólo se trataba de imágenes de densidad de protones (no de tiempos de relajación), que además eran lentas, ya que sólo se utilizaba una dirección de gradiente a la vez y las imágenes tenían que hacerse corte a corte. No obstante, se trataba de un verdadero procedimiento de imagen por resonancia magnética. Rechazada en un principio por "improbable", la solicitud de Ivanov fue finalmente aprobada en 1984 (con la fecha de prioridad original).

## Tiempos de relajación y desarrollo temprano de la RMN
En 1959, Jay Singer había estudiado el flujo sanguíneo mediante mediciones del tiempo de relajación de la sangre por RMN en seres humanos vivos. Este tipo de mediciones no se introdujeron en la práctica médica habitual hasta mediados de los años ochenta, aunque a principios de 1967 Alexander Ganssen presentó una patente para una máquina de RMN de cuerpo entero para medir el flujo sanguíneo en el cuerpo humano.
En la década de 1960, aparecieron en la literatura científica los resultados de los trabajos sobre la relajación, la difusión y el intercambio químico del agua en células y tejidos de diversos tipos. En 1967, Ligon informó de la medición de la relajación por RMN del agua en los brazos de sujetos humanos vivos. En 1968, Jackson y Langham publicaron las primeras señales de RMN de un animal vivo, una rata anestesiada.
En la década de los 70, se comprobó que los tiempos de relajación son determinantes para el contraste en la RMN y pueden utilizarse para detectar y diferenciar una serie de patologías. Varios grupos de investigación habían demostrado que las células cancerosas tempranas tendían a mostrar tiempos de relajación más largos que sus correspondientes células normales y, por tanto, estimularon el interés inicial en la idea de detectar el cáncer con RMN. Entre estos primeros grupos se encuentran Damadian, Hazlewood y Chang y varios otros. Esto también inició un programa para catalogar los tiempos de relajación de una amplia gama de tejidos biológicos, que se convirtió en una de las principales motivaciones para el desarrollo de la RMN .

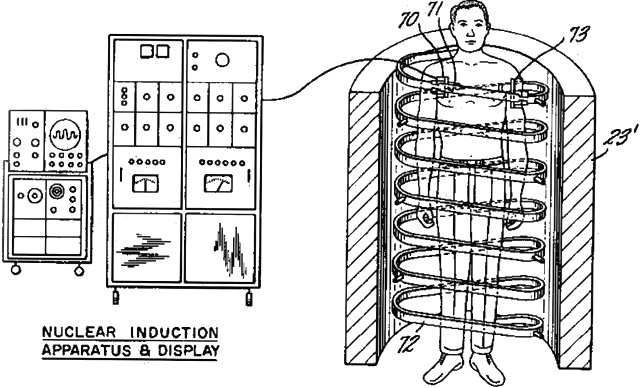
"Aparato y método para detectar el cáncer en los tejidos" de Raymond Damadian

En un artículo publicado en marzo de 1971 en la revista Science, Raymond Damadian, médico armenio-estadounidense y profesor del Centro Médico Downstate de la Universidad Estatal de Nueva York (SUNY), informó de que los tumores y el tejido normal pueden distinguirse in vivo mediante RMN. Los métodos iniciales de Damadian eran defectuosos para su uso práctico, ya que se basaban en un escaneo punto por punto de todo el cuerpo y utilizaban tasas de relajación, que resultaron no ser un indicador eficaz del tejido canceroso. Mientras investigaba las propiedades analíticas de la resonancia magnética, Damadian creó en 1972 una hipotética máquina de detección de cáncer por resonancia magnética. El 5 de febrero de 1974 patentó dicha máquina, con la patente estadounidense 3.789.832. Lawrence Bennett y el Dr. Irwin Weisman también descubrieron en 1972 que las neoplasias presentan tiempos de relajación diferentes a los del tejido normal correspondiente. Zenuemon Abe y sus colegas solicitaron la patente de un escáner de RMN dirigido, la patente estadounidense 3.932.805 en 1973. Publicaron esta técnica en 1974. Damadian afirma haber inventado la RMN.
La Fundación Nacional de la Ciencia de EE. UU. señala que "la patente incluía la idea de utilizar la RMN para "escanear" el cuerpo humano y localizar el tejido canceroso". Sin embargo, no describía un método para generar imágenes a partir de dicho escaneo ni tampoco la forma precisa en que se podría realizar dicho escaneo.

## Imagen
Paul Lauterbur, de la Universidad de Stony Brook, amplió la técnica de Carr y desarrolló una forma de generar las primeras imágenes de resonancia magnética, en 2D y 3D, utilizando gradientes. En 1973, Lauterbur publicó la primera imagen de resonancia magnética nuclear y la primera imagen transversal de un ratón vivo en enero de 1974. A finales de los años 70, Peter Mansfield, físico y profesor de la Universidad de Nottingham (Inglaterra), desarrolló la técnica de imagen ecoplanar (EPI), que permitiría realizar exploraciones en segundos en lugar de horas y producir imágenes más claras que las de Lauterbur. Damadian, junto con Larry Minkoff y Michael Goldsmith, obtuvo una imagen de un tumor en el tórax de un ratón en 1976. También realizaron la primera resonancia magnética corporal de un ser humano el 3 de julio de 1977, estudios que publicaron en 1977. En 1979, Richard S. Likes presentó una patente sobre el espacio k Patente estadounidense 4.307.343.

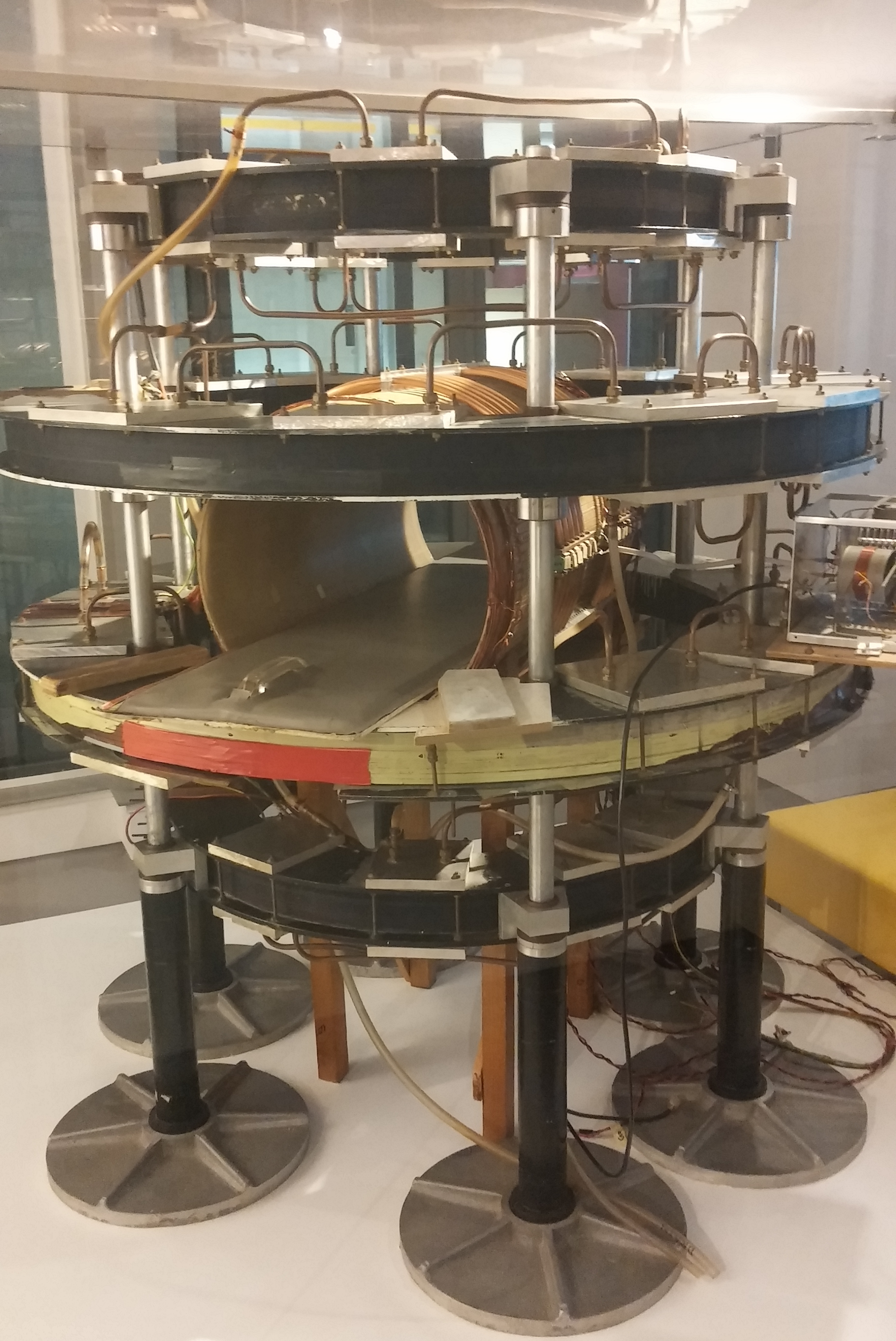
Escáner MRI Mark One. El primer escáner de IRM que se construyó y utilizó, en la Aberdeen Royal Infirmary de Escocia.

## Escaneo de todo el cuerpo
En los años 70, un equipo dirigido por John Mallard construyó el primer escáner de resonancia magnética de cuerpo entero en la Universidad de Aberdeen (Escocia). El 28 de agosto de 1980 utilizaron esta máquina para obtener la primera imagen clínicamente útil de los tejidos internos de un paciente mediante IRM, que identificó un tumor primario en el pecho del paciente, un hígado anormal y un cáncer secundario en sus huesos. Esta máquina se utilizó posteriormente en el Hospital St Bartholomew's de Londres de 1983 a 1993. A Mallard y su equipo se les atribuyen los avances tecnológicos que llevaron a la introducción generalizada de la IRM.
En 1975, el Departamento de Radiología de la Universidad de California en San Francisco fundó el Laboratorio de Imágenes Radiológicas (RIL). Con el apoyo de Pfizer, Diasonics y, posteriormente, Toshiba America MRI, el laboratorio desarrolló una nueva tecnología de imagen e instaló sistemas en Estados Unidos y en todo el mundo. En 1981 los investigadores del RIL, entre ellos Leon Kaufman y Lawrence Crooks, publicaron Nuclear Magnetic Resonance Imaging in Medicine. En la década de 1980 el libro se consideró el libro de texto definitivo de introducción al tema.
En 1980 Paul Bottomley se incorporó al Centro de Investigación de GE en Schenectady, Nueva York. Su equipo encargó el imán de mayor intensidad de campo disponible en ese momento, un sistema de 1,5 T, y construyó el primer dispositivo de alto campo, superando los problemas de diseño de la bobina, la penetración de la RF y la relación señal/ruido para construir el primer escáner de RM/RM de cuerpo entero. Los resultados se tradujeron en la exitosa línea de productos de resonancia magnética de 1,5 T, de la que se han suministrado más de 20.000 sistemas. En 1982, Bottomley realizó la primera MRS localizada en el corazón y el cerebro humanos. Tras iniciar una colaboración en aplicaciones cardíacas con Robert Weiss en Johns Hopkins, Bottomley regresó a la universidad en 1994 como profesor Russell Morgan y director de la División de Investigación de RM.

## Técnicas adicionales
En 1986, Charles L. Dumoulin y Howard R. Hart, de General Electric, desarrollaron la angiografía por RM y Denis Le Bihan, obtuvo las primeras imágenes y posteriormente patentó la RM de difusión. En 1988, Arno Villringer y sus colegas demostraron que los agentes de contraste de susceptibilidad pueden emplearse en la RM de perfusión. En 1990, Seiji Ogawa, de los laboratorios AT&T Bell, reconoció que la sangre desoxigenada con dHb era atraída por un campo magnético, y descubrió la técnica en la que se basa la Resonancia Magnética Funcional (RMF).
A principios de los años 90, Peter Basser y Le Bihan, que trabajaban en los NIH, y Aaron Filler, Franklyn Howe y sus colegas publicaron las primeras imágenes cerebrales DTI y tractográficas. Joseph Hajnal, Young y Graeme Bydder describieron el uso de la secuencia de pulsos FLAIR para demostrar las regiones de alta señal en la materia blanca normal en 1992. Ese mismo año, John Detre y Alan P. Koretsky desarrollaron el etiquetado de espín arterial. En 1997, Jürgen R. Reichenbach, E. Mark Haacke y sus colaboradores de la Universidad de Washington desarrollaron las imágenes ponderadas de susceptibilidad.
Los avances en la tecnología de semiconductores fueron cruciales para el desarrollo de la RMN práctica, que requiere una gran cantidad de potencia de cálculo.
Aunque la IRM se suele realizar en la clínica a 1,5 T, los campos más altos, como el de 3 T para imágenes clínicas y, más recientemente, el de 7 T para fines de investigación, están ganando popularidad debido a su mayor sensibilidad y resolución. En los laboratorios de investigación, se han realizado estudios en humanos a 9,4 T (2006) y hasta 10,5 T (2019). Se han realizado estudios en animales no humanos hasta 21,1 T.

## Imagen de cabecera
En 2020, la Administración de Alimentos y Medicamentos de los Estados Unidos (USFDA) ofreció la aprobación 510(k) del sistema de RM de cabecera de Hyperfine Research. El sistema Hyperfine afirma que cuesta 1/20, consume 1/35 de energía y pesa 1/10 de los sistemas de RM convencionales. Utiliza una toma de corriente estándar para la alimentación.

## Premio Nobel 2003
Como reflejo de la importancia fundamental y la aplicabilidad de la IRM en medicina, Paul Lauterbur, de la Universidad de Illinois en Urbana-Champaign, y Sir Peter Mansfield, de la Universidad de Nottingham, fueron galardonados con el Premio Nobel de Fisiología o Medicina de 2003 por sus "descubrimientos relativos a la imagen por resonancia magnética". La mención del Nobel reconocía la idea de Lauterbur de utilizar gradientes de campo magnético para determinar la localización espacial, un descubrimiento que permitió la adquisición de imágenes en 3D y 2D. A Mansfield se le atribuyó la introducción del formalismo matemático y el desarrollo de técnicas para la utilización eficaz de los gradientes y la obtención rápida de imágenes. La investigación que le valió el Premio se realizó casi 30 años antes, cuando Paul Lauterbur era profesor del Departamento de Química de la Universidad de Stony Brook, en Nueva York.